# Assaig clínic Solidaritat
L'assaig clínic Solidaritat per a tractaments (Solidarity trial for treatments) és un assaig clínic de fase III-IV multinacional organitzat per l'Organització Mundial de la Salut (OMS) i altres associacions per comparar quatre tractaments no provats en persones hospitalitzades amb malaltia greu de COVID-19. Els assaigs es van anunciar el 18 de març de 2020 i, a partir de l'1 de juliol, gairebé 5.500 pacients de 21 països havien estat reclutats per participar en assaigs.
Al maig, l'OMS va anunciar una coalició internacional per desenvolupar simultàniament diverses vacunes candidates contra la COVID-19, i va anomenar aquest esforç l'assaig clínic Solidaritat per a vacunes (Solidarity trial for vaccines).